# Heteropoma glabratum
Heteropoma glabratum је пуж из реда Littorinimorpha и фамилије Assimineidae.

## Угроженост
Подаци о распрострањености ове врсте су недовољни.

## Распрострањење
Ареал врсте је ограничен на једну државу. 
Гвам је једино познато природно станиште врсте.